# Kevin Kyle
Pour les articles homonymes, voir Kyle.
Kevin Alistair Kyle est un footballeur écossais, né le 7 juin 1981 à Stranraer en Écosse. Il évolue comme attaquant.

## Palmarès
Néant